# December's Children (And Everybody's)
December's Children (And Everybody's) är ett musikalbum av The Rolling Stones, utgivet i november 1965. Albumet gavs endast ut i USA och nådde där en fjärdeplats på albumlistan. Get Off of My Cloud (uppföljare till (I Can't Get No) Satisfaction) blev en stor hit, och så även As Tears Go By.

## Låtlista
Alla låtar är skrivna av Mick Jagger och Keith Richards om inget annat namn anges.

### Sida 1
1. "She Said Yeah" (Sonny Christy, Roddy Jackson) - 1:35
2. "Talkin' About You" (Chuck Berry) - 2:31
3. "You Better Move On" (Arthur Alexander) - 2:40
4. "Look What You've Done" (McKinley Morganfield) - 2:16
5. "The Singer Not the Song" - 2:23
6. "Route 66" [live] (Bobby Troup) - 2:40

### Sida 2
1. "Get Off of My Cloud " - 2:56
2. "I'm Free" - 2:24
3. "As Tears Go By" (Mick Jagger, Andrew Loog Oldham, Keith Richards) - 2:46
4. "Gotta Get Away" - 2:07
5. "Blue Turns to Grey"  2:29
6. "I'm Moving On" [live] (Hank Snow) - 2:13